# Самохвалов Василь Флегонтович
Василь Флегонтович Самохвалов (рос. Василий Флегонтович Самохвалов; нар. 14 квітня 1955 — пом. 11 липня 1998, Єкатеринбург, Росія) — радянський футболіст та російський футзаліст, захисник.

## Життєпис
Вихованець свердловського «Уралмашу», перший тренер — А. Лугових. У першості СРСР грав у першій (1977-1982) і другий (1976, 1983-1985, 1987-1989) лігах за команди «Уралмаш» Свердловськ (1976-1980, 1983-1985), «Колос» Нікополь (1981-1982), «Уралець» Нижній Тагіл (1987-1989). Грав за команду «Медик» (Свердловськ), перебував у складі «Металурга» Верхня Пишма (1986), у 1990 році грав у турнірі «Футбол Росії» за ГТВ (Свердловськ). Виступав за футзальний ВІЗ Єкатеринбург.
Учасник VII Спартакіади народів РРФСР 1978 року в складі збірної Свердловської області.
Помер в 1998 році у віці 43 років. Похований на Північному кладовищі.
В Єкатеринбурзі проводиться турнір пам'яті Василя Самохвалова.